# Velitra
Velitra is een geslacht van wantsen uit de familie van de Reduviidae (Roofwantsen). Het geslacht werd voor het eerst wetenschappelijk beschreven door Carl Stål in 1866.

## Soorten
Het genus bevat de volgende soorten:

- Velitra albipennis Breddin, 1900
- Velitra alboplagiata (Stål, 1859)
- Velitra dichroa Stål, 1870
- Velitra discolor (Stål, 1861)
- Velitra exsugiens (Stål, 1863)
- Velitra illustris (Miller, 1940)
- Velitra incontaminata Bergroth, 1914
- Velitra interrupta (Walker, 1873)
- Velitra maculata Distant, 1903
- Velitra marginata Signoret, 1880
- Velitra maxima Breddin, 1903
- Velitra melanomeris Distant, 1919
- Velitra micronesica Wygodzinsky & Usinger, 1960
- Velitra neelai Murugan & Livingstone, 1987
- Velitra nigricrus Stål, 1874
- Velitra nigricus Stål, 1874
- Velitra pallipes Stål, 1874
- Velitra persimilis Miller, 1958
- Velitra philippina Stål, 1874
- Velitra quadriannulata Stål, 1870
- Velitra rubropicta (Amyot & Serville, 1843)
- Velitra scrobicalara R.Y. Wang, 1988
- Velitra sinensis (Walker, 1873)
- Velitra stigmatica Distant, 1903
- Velitra subfasciata (Walker, 1873)
- Velitra xantusi Horváth, 1879